# دهقان-قشلاق (شهرستان قره‌سو)
دهقان-قشلاق (به لاتین: Dyykan-Kyshtak) یک منطقهٔ مسکونی در قرقیزستان است که در شهرستان قره‌سو (قرقیزستان) واقع شده‌است. دهقان-قشلاق ۹٬۶۷۹ نفر جمعیت دارد و ۱٬۰۲۸ متر بالاتر از سطح دریا واقع شده‌است.